# Etobema
Etobema é um gênero de traça pertencente à família Arctiidae.